# Франц фон Супе
Франц фон Супе (на немски: Franz von Suppé, също и Зупé, * 18 април 1819 в Спалато (Сплит), Далмация, † 21 май 1895 във Виена), e австрийски композитор. Роден е с името Francesco Ezechiele Ermenegildo Cavaliere Suppè-Demelli. Като Франц фон Супе той оставя (Œuvre) над 200 произведения за сцената, най-вече оперети, от които най-известни са увертюрите към Dichter und Bauer и Leichte Kavallerie. Неговата оперета Boccaccio е стандартен репертоар на немскоговорещите сцени.

## Произведения

### Опери
- Virginia – опера – 1837 – не е представяна
- Gertrude della valle – опера – 1841 – не е представяна
- Des Matrosen Heimkehr – 4 май 1885 – Хамбург
- Dinorah, oder Die Turnerfahrt nach Hütteldorf – 4 май 1865
- Paragraph 3 – 8 януари 1858
- Dame Valentine, oder Frauenräuber und Wanderbursche – 9 януари 1851
- Das Mädchen vom Lande – 7 август 1847

### Оперети
- Das Modell – 4 октомври 1895 (постум)
- Die Jagd nach dem Glück – 27 октомври 1888
- Bellmann – 26 февруари 1887
- Die Afrikareise – 17 март 1883
- Leichte Kavallerie (Леката кавалерия) – 21 март 1866, Виена
- Pique Dame – 22 юни 1864 – Грац (ново Die Kartenschlägerin)
- Boccaccio – 1 февруари 1879
- Der Teufel auf Erden – 5 януари 1878
- Lohengelb, oder Die Jungfrau von Dragant (Tragant) – (пародия на „Лоенгрин“ от Рихард Вагнер – 30 ноември 1870

### Комедии
- Jung lustig, im Alter traurig, oder Die Folgen der Erziehung – 5 март 1841
- Sie ist verheiratet – 7 ноември 1845
- Unterthänig und unabhängig, oder Vor und nach einem Jahre – 13 октомври 1849
- Dichter und Bauer – 24 август 1846 (комплет 1900)

### Маршове, валсове и полки
- O du mein Österreich
- Einzugsmarsch от „Prinz Liliput“ – марш
- Herrjegerle – полка
- Coletta-Walzer
- In der Hinterbrühl – марш
- Tiroler Tanz und Frischka
- Le Voyage en Afrique – френска полка
- L'Orientale – полска мазурка

### Песни
- Österreichisches Reiterlied, op. 41 (посветена за фелдмаршал Радетцки; Текст: Ото Прехтлер)
- Ruhe, müder Wanderer – Lied
- Nimm dich in Acht (Lobsinget den Wein) – 1890
- Tell's Kapelle

### Църковна музика
- Missa Dalmatica – Messe in F-Dur – 13 септември 1835 –
- Missa pro defunctis – Реквием d-moll – 22 ноември 1855

## Филми
- Hab’ ich nur Deine Liebe – Австрия – 1953 – музикален филм за Супе.
- Stolen Kisses – САЩ – 1929 – комедия – imbd.de
- Boccaccio – Италия – 1940 – Факти от IMDB